# Floby distrikt
Floby distrikt är ett distrikt i Falköpings kommun och Västra Götalands län.
Distriktet ligger väster om Falköping.

## Tidigare administrativ tillhörighet
Distriktet inrättades 2016 och utgörs av socknen Floby i Falköpings kommun.
Området motsvarar den omfattning Floby församling hade vid årsskiftet 1999/2000.